# رومان (آن)
رومان (بالفرنسية: Romans)‏ هي بلدية فرنسية تقع في إقليم الآن في فرنسا. رمز إنسي لها هو:1328. أما الرمز البريدي لها فهو: 1400.